# Та третья
«Та третья» — юмореска авторства Генрика Сенкевича, опубликованная впервые в «Курьере повседневной жизни» в 1888 году, а в виде книги в девятнадцатом томе Сочинений в 1889 году.

## Содержание
Героями произведения являются два нищих художника, Магурский и Святецкий. Магурский помолвлен с девушкой из хорошей семьи, но отклонен из-за экстравагантного поведения. Все меняется, когда одна из его картин «Евреи на реках вавилонских» получает награду в парижском конкурсе. Награда приносит ему славу и деньги, а также успех у женщин. В конечном счете, художник находит счастье в браке с давно влюбленной в него очаровательной актрисой. Сочинение — сатира на окружающую среду буржуазии и интересная характеристика представителей художественной богемы.
Повесть была переведена на 15 языков.